# منبر كنيسة

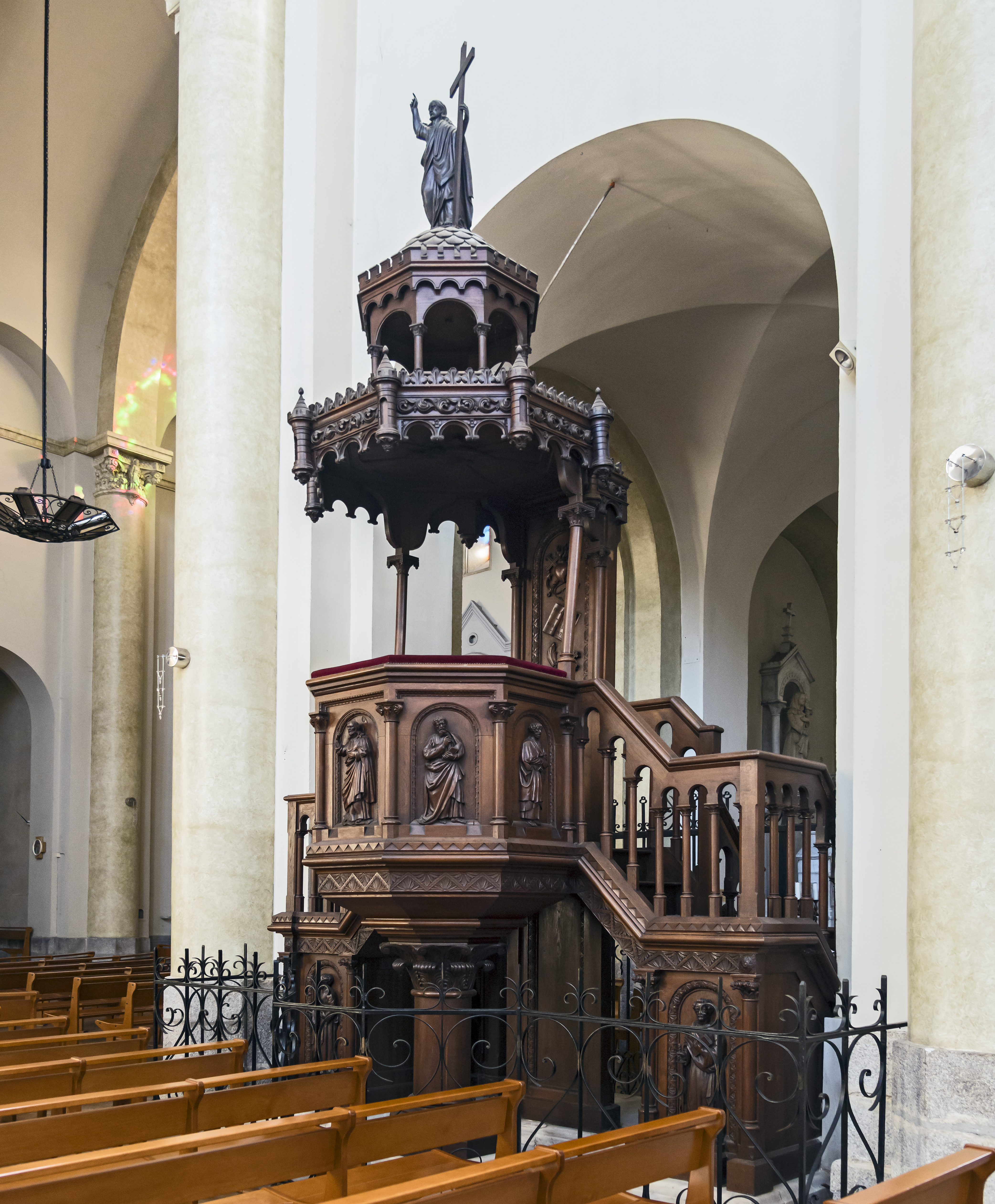
منبر نوتردام الريفيلية في غارون العليا في فرنسا

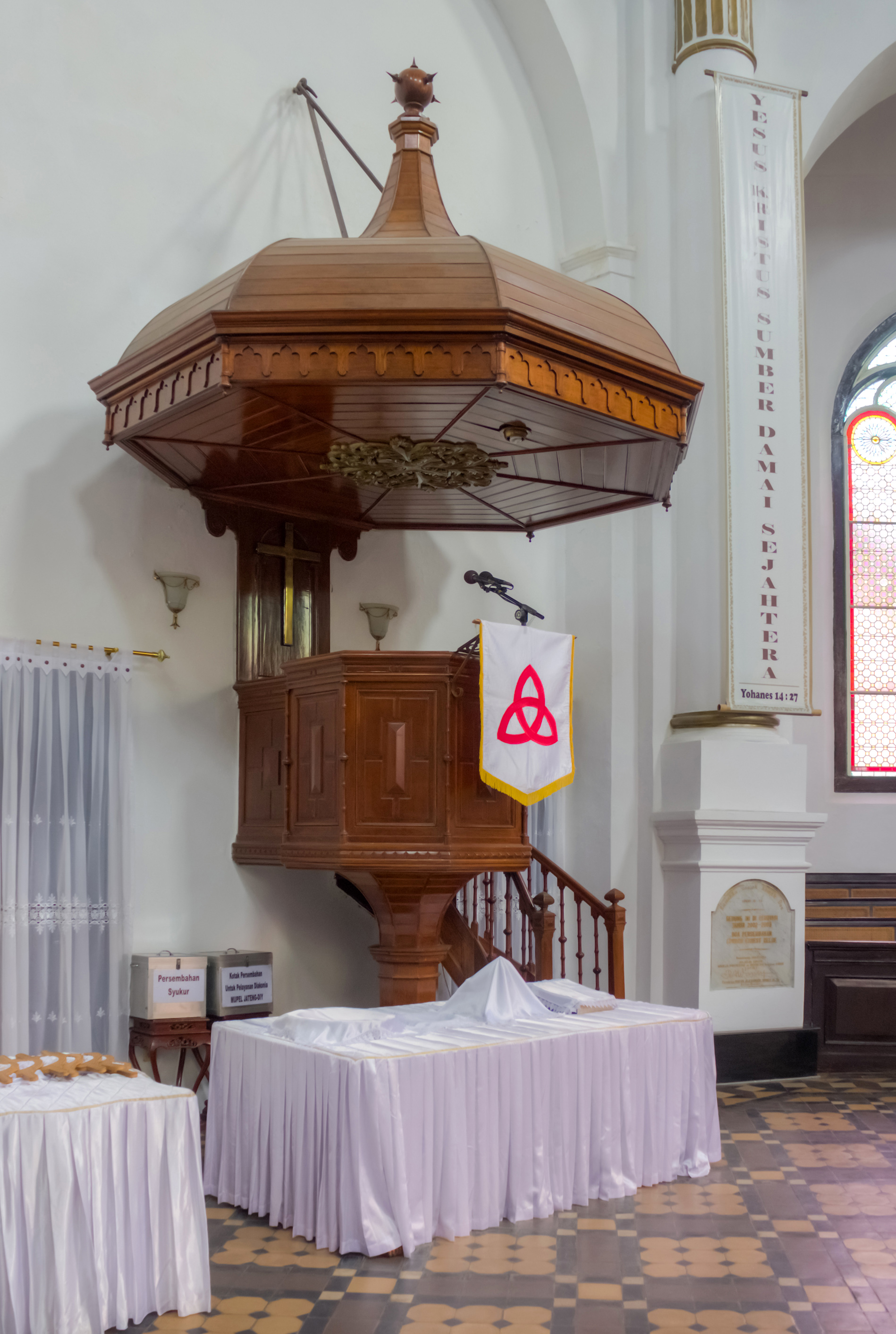
منبر في سيمارانج بإندونيسية

المِنبر هو المنبر المرتفع للواعظين في الكنيسة المسيحية. يُرفع المنبر التقليدي فوق الأرضية المحيطة من أجل الرؤية والسمع، ويمكن الوصول إليه عن طريق الدرجات، جوانبه تُحاذي الخصر تقريبًا. بدءًا من أواخر العصور الوسطى اكتسبت هذه المنابر مظلة يغلب أن تكون في الخشب. لا يقتصر غرضها على التزيين ولكن يمكن أن يكون له تأثيرًا صوتيًا مفيدًا في نشر صوت الواعظ على المصلين، خاصة قبل اختراع الأجهزة الصوتية الحديثة. تحتوي معظم المنابر على حاملة كتب أو أكثر للواعظ ليضع عليها إنجيله أو ملاحظاته أو نصوصه.